# Raión de Bájmach
Bájmach (en ucraniano: Ба́хмацький райо́н) fue un raión o distrito de Ucrania en el óblast de Chernígov. En la reforma territorial de 2020, su territorio fue incluido en el raión de Nizhyn.
Comprendía una superficie de 1488 km².
La capital era la ciudad de Bájmach.

## Demografía
Según estimación 2010 contaba con una población total de 55820 habitantes.

## Otros datos
El código KOATUU es 7420300000. El código postal 16500 y el prefijo telefónico +380 4635.